# سیارک ۱۱۴۸۵
سیارک ۱۱۴۸۵ (به انگلیسی: 11485 Zinzendorf، نامگذاری:1988RW3) یازده هزار و چهارصد و هشتاد و پنجمین سیارک کشف شده‌است که در ۸ سپتامبر ۱۹۸۸ کشف شد.
قدر مطلق سیارک برابر ۱۳٫۶۰ است.